# Мена (Німеччина)
Мена (нім. Mehna) — громада в Німеччині, розташована в землі Тюрингія. Входить до складу району Альтенбургер-Ланд. Складова частина об'єднання громад Альтенбургер-Ланд.
Площа — 4,69 км2. Населення становить 261 ос. (станом на 31 грудня 2021).

## Галерея

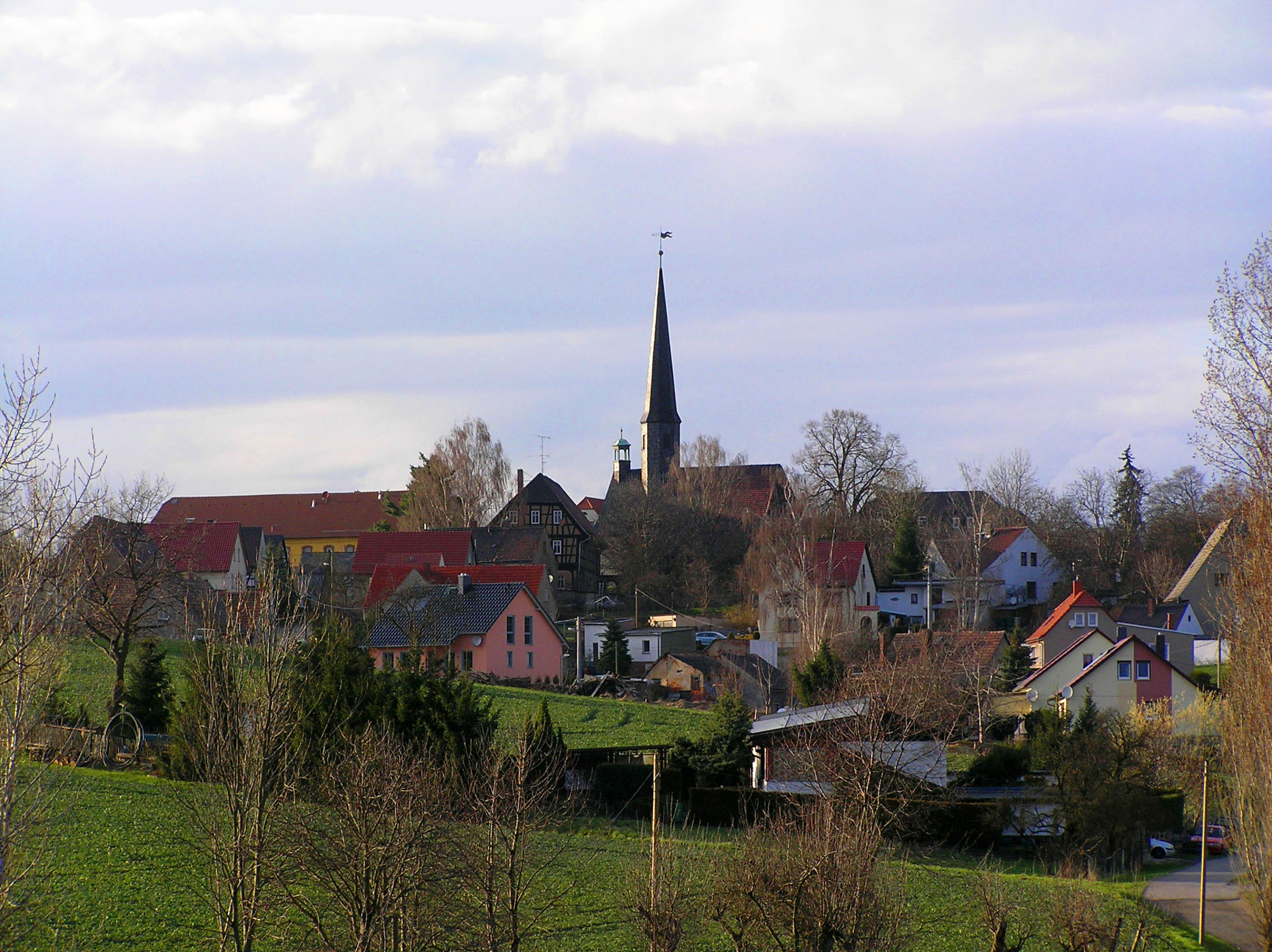